# BFS 31
BFS 31 è una nebulosa a emissione visibile nella costellazione di Perseo.
Si individua nella parte settentrionale della costellazione, a circa 5° in direzione nord rispetto alla stella Mirfak; il periodo più indicato per la sua osservazione nel cielo serale ricade fra i mesi di settembre e febbraio ed è notevolmente facilitata per osservatori posti nelle regioni dell'emisfero boreale terrestre, dove si presenta circumpolare fino alle regioni temperate calde.
Si tratta di una grande regione H II situata probabilmente sul bordo interno del Braccio di Perseo; uno studio che prende in considerazione parametri fotometrici indica una distanza di 1710 parsec (5575 anni luce) sia per questa che per la vicina nebulosa Sh2-203, anche se altri studi collocano quest'ultima a una distanza molto maggiore. Al suo interno è noto un gruppo stellare fortemente oscurato catalogato come [BDS2003] 59, associato probabilmente alla regione H II compatta infrarossa RAFGL 5094.